# Stanislav Ioudenitch
 (juin 2018).
Si vous disposez d'ouvrages ou d'articles de référence ou si vous connaissez des sites web de qualité traitant du thème abordé ici, merci de compléter l'article en donnant les références utiles à sa vérifiabilité et en les liant à la section « Notes et références ».
Pour les articles homonymes, voir Ioudenitch.
Stanislav Ioudénitch (né le 5 décembre 1971 à Tachkent, Ouzbékistan) est un pianiste de l'ancienne République soviétique d'Ouzbékistan.

## Biographie
Ioudénitch est un ancien élève de Dmitri Bachkirov à l'École supérieure de musique Reine-Sophie à Madrid.
Il a ensuite étudié à la Fondation International de Piano "Theo Lieven" à Cadenabbia, Italie, auprès de Leon Fleisher, William Grant Naboré, Murray Perahia, Karl Ulrich Schnabel, Fu Cong et Rosalyn Tureck.
Il a remporté la médaille d'or au onzième Concours international de piano Van-Cliburn en 2001 ex aequo avec Olga Kern. Il a également remporté de nombreux prix aux concours Busoni, Kapell et Maria Callas, ainsi qu'au 1998 Palm Beach Invitational Competition et au concours international de La Nouvelle-Orléans de l'année 2000. Grâce à sa victoire au Concours Van Cliburn, il fit ses débuts en récital au Festival de musique d'Aspen et eut une tournée européenne, se produisant aussi dans des festivals d'été en France, Allemagne, Italie et au Royaume-Uni.
Il est devenu un des jeunes artistes les plus prometteurs du monde, présentant une forte individualité et conviction musicale qui le différencie des autres artistes de sa génération.
Ioudénitch s'est produit partout en Europe, aux États-Unis, en Turquie, en Afrique du Sud et en Chine dans les salles les plus prestigieuses telles que la grande salle du Conservatoire Tchaïkovski et la Maison Internationale de la Musique à Moscou, à la Philharmonie de Saint-Pétersbourg, au Gasteig de Munich, au Théâtre du Châtelet, au Kennedy Center et au Carnegie Hall. Il a joué sous la baguette de chefs comme James Conlon,  James DePriest,  Günther Herbig,  Asher Fisch,  Stefan Sanderling,  Pavel Kogan, Vladimir Spivakov, Carl St.Clair et avec des orchestres tels que l'Orchestre philharmonique de Munich, l'Orchestre philharmonique des Nations, l'Orchestre National symphonique de Washington D.C., l'Orchestre National philharmonique de Russie, l'Orchestre symphonique d'État de Moscou, l'Orchestre symphonique de Kansas City, l'Orchestre philharmonique de Long Island, l'Orchestre symphonique du Pacifique, l'Orchestre philharmonique de Rochester, l'Orchestre symphonique de Saint-Domingue, l'Orchestre symphonique de Syracuse et l'Orchestre symphonique de Honolulu. 
Ioudénitch est actuellement professeur au Centre international pour la musique à Park University dans le Missouri, aux États-Unis, ainsi qu'à l'Académie internationale de piano du Lac de Côme.

## Discographie
- Stanislav Ioudenitch: Gold Medalist. Eleventh Van Cliburn International Piano Competition, Harmonia Mundi (2001)